# Tresviri capitales
Les tresviri ou triumviri capitales étaient un conseil de trois magistrats créé entre 290 et 287 av. J.C. à Rome.
Ils faisaient partie d'un collège de 26 magistrats sous la République (le Vigintisexvirat) puis de 20 magistrats sous l'Empire (le Vigintivirat). Ce collège rassemblait plusieurs magistrats mineurs dont le triumvir monétaire, les quattuorviri viis in urbe purgandis et les duoviri viis extra urbem purgandis (chargés de l'entretien de la Ville) ou les praefecti Capuam Cumas (chargés de rendre la justice, disparus au Ier siècle ap. J.C). Ces magistratures, devenues honorifiques sous l'Empire, permettait à des jeunes gens de rang équestre ou sénatorial de commencer leur cursus honorum.
Ils étaient élus par les comices, que présidait pour l'occasion le préteur urbain. Au nombre de quatre sous Jules César, leur nombre fut ramené à trois par Auguste.

## Justice criminelle
Ils étaient chargés de la détention des accusés pendant leur procès puis de leur exécution s'ils étaient condamnés, d'où leur nom. Les exécutions pouvaient être publiques ou se dérouler à l'intérieur même de la prison, en fonction du rang du condamné. S'il s'agissait d'un noble ou d'une femme, la peine de mort était la strangulation et les magistrats y procédaient en personne. 
Installés sur le forum, près de la colonne de Maenius, et de la prison du Tullianum, ils étaient responsables de la sécurité de la Ville. Bien qu'ils ne possédassent pas le jus prensionis, ils procédaient souvent, au cours de leurs rondes nocturnes, à des arrestations qui ne se faisaient pas sans violence.
En période de crise, ils établissaient des postes de garde dans Rome, avec le soutien des Quinqueviri cis Tiberim, fonctionnaires permanents chargés de la sécurité de la ville.
Les tresviri capitales devaient également surveiller les cultes extérieurs à la religion romaine.

## Justice civile
Ils détenaient la fonction des jurés pour les contestations relatives et jugeaient les affaires d'usure.
Ils versaient au trésor les sacramenta (dus perdus lors des procès civils).
Les tresviri capitales subsistèrent au cours du IIe siècle ap. J.C., mais leurs fonctions furent progressivement attribuées au Praefectus Vigilium Urbi.